# 政企合一
政企合一:80、政企不分:70是一个经济学术语。反之称为政企分开:54:70。
一方面，政府直接干预国有企业的日常事务:70:80。另一方面，企业在日常事务中具有某种行政性，兼有企业和政府管理职能:70。

## 在中国
晚清时，清朝政府开展洋务运动。政府出资创办的各类洋务企业，是中国近代化企业的肇始。此类国有企业长期实行政企不分、官商一体化的管理体制。企业没有独立经营权，政府官员直接控制企业:80。
中华人民共和国建立后，中华人民共和国各级政府主导的国有企业成为中国经济主体。政企不分被视为中国经济的主要弊端之一。1978年开始改革开放后，政企分开成为中国经济改革的目标:54。
中华人民共和国行政区划体系中，对于在日常经营占有一定区域的国有企业，通常会以其辖区为类似乡级单位。中华人民共和国民政部网站、2007年《统计上使用的县以下行政区划代码编制规则》提及，“由于国家标准对政企合一单位的规定未作修改，各地可按照本代码编制规则保留的对政企合一单位的码段，给符合上述条件的政企合一单位（如农林牧渔场、独立工矿区等），不论其隶属关系如何，分配相当于街道、镇、乡一级的代码。